# International Meeting for Autism Research

L’International Meeting for Autism Research (en français : Réunion internationale pour la recherche sur l'autisme, ou IMFAR en abrégé), est une réunion annuelle organisée chaque printemps par l'International Society for Autism Research (Société internationale de recherche sur l'autisme). 
La réunion de 2019 s'est tenue à Montréal,. La réunion de 2015 s'est tenue à Salt Lake City. La réunion de 2014 s'est tenue à Atlanta du 14 au 17 mai. En 2013, l'IMFAR a eu lieu à San Sebastian, en Espagne. 
Il décrit ses objectifs comme étant « de promouvoir l'échange et la diffusion des dernières découvertes scientifiques et de stimuler les progrès de la recherche pour comprendre la nature, les causes et les traitements des TSA ». Les présentateurs incluent Laura Hewitson du Johnson Center for Child Health and Development, ainsi qu'Irva Hertz-Picciotto, qui était la présidente de session pour une session sur les expositions environnementales et l'autisme. Les orateurs principaux ont inclus Christopher Gillberg, Geraldine Dawson et Paul Ashwood de l'Institut MIND. Un autre thème présenté porte sur la prévalence des auto-anticorps contre les récepteurs des folates chez les enfants autistes, et a révélé qu'environ 75 % des enfants autistes avaient de tels anticorps. Cet article, co-écrit par Richard E. Frye et Dan Rossignol, entre autres, a été plus tard publié dans Molecular Psychiatry.  